# Deborah Liotti
Deborah Liotti (Erice, 3 novembre 1968) è un'ex cestista italiana.
Ha giocato in Serie A2 con la Velo Trapani ed Serie A1 con Alcamo.